# فرآم
فرآم (به آلمانی: Fraham) یک منطقهٔ مسکونی در اتریش است که در ناحیه افردینگ واقع شده‌است. فرآم ۱۷ کیلومتر مربع مساحت دارد ۲۷۰ متر بالاتر از سطح دریا واقع شده‌است.